# Бубенєво
Бубенєво (рос. Бубеньево) — присілок в Торжоцькому районі Тверської області Російської Федерації.
Населення становить 407 осіб. Входить до складу муніципального утворення Мирновське сільське поселення.

## Історія
Від 2005 року входить до складу муніципального утворення Мирновське сільське поселення.

## Населення
| 1996 | 2002 | 2008 | 2010 |
| ---- | ---- | ---- | ---- |
| 425  | ↗437 | ↗450 | ↘407 |